# Scandal Beck, Brunt Hill Site of Special Scientific Interest
Der Scandal Beck, Brunt Hill Site of Special Scientific Interest ist ein Site of Special Scientific Interest in Cumbria, England.
Bei Brunt Hill 2 km südöstlich von Ravenstonedale ist am Rande des Scandal Beck in den Gesteinsschichten die Stratigraphie des Quartär in für das nördliche England einzigartiger Art und Weise abzulesen.